# 우크로보론프롬
우크로보론프롬(우크라이나어: Укроборонпром)은 우크라이나 방위 산업의 다양한 부문에 있는 다제품 기업 연합체이다.